# Anna Burns
Anna Burns (Belfast, 1962) es una escritora norirlandesa, ganadora del Premio Booker .

## Biografía
Nació en Belfast y se crio en el distrito católico de clase trabajadora de Ardoyne. Asistió a la escuela secundaria de St Gemma's High School. En 1987, se trasladó a vivir a Londres. A partir de 2014, su residencia la fijó en East Sussex, en la costa sur de Inglaterra.

## Trabajo
Su primera novela, No Bones, es un relato de la vida de una niña que creció en Belfast durante El Conflicto norirlandés . La familia desestructurada reflejada en la novela simboliza la situación política de Irlanda del Norte. No Bones ganó en 2001 el Premio Winifred Holtby Memorial presentado por la Royal Society of Literature a la mejor novela regional del año en el Reino Unido e Irlanda. Entre las novelas que representan los problemas dentro de la literatura de Irlanda del Norte, esta novela, No Bones, es considerada un trabajo importante y se le ha comparado con los Dublineses de James Joyce por capturar el lenguaje cotidiano de la población de Belfast.
Su segunda novela, Little Constructions, fue publicada en 2007 por Fourth Estate (perteneciente a la editorial HarperCollins ). Es una historia oscura, cómica e irónica centrada en una mujer de una familia de delincuentes muy unida, a la que le encargan una misión.
En 2018, Anna Burns ganó el Premio Man Booker por su tercera novela, Milkman, siendo la primera escritora de Irlanda del Norte en ganar el premio. Después de la ceremonia, Graywolf Press anunció que publicaría "Milkman" en los Estados Unidos el 11 de diciembre de 2018. Milkman es una novela experimental en la que el narrador es una niña de 18 años sin nombre,  conocida como "hermana del medio" que es acosada por una figura paramilitar mucho mayor, Milkman.

## Obras

### Novelas
- No Bones  (2001)
- Little Constructions  (2007)[8]
- Milkman  (2018)

- Mostly Hero (2014)[9]

## Premios
- 2001 Winifred Holtby Memorial Prize, Ganadora (Sin Huesos)
- 2002 Orange Prize, nominada ( sin huesos )[10]
- 2018 National Book Critics Circle Award por Fiction,[11] Ganadora ( Milkman )
- 2018 Man Booker Prize,[12] Ganadora ( Milkman )
- 2019 Women's Prize for Fiction, nominada
- 2019 Orwell Prize, Ganador ( Milkman )